# Daphnopsis nevlingii
Daphnopsis nevlingii är en tibastväxtart som beskrevs av J. Jiménez Ramírez, J.L. Contreras Jiménez. Daphnopsis nevlingii ingår i släktet Daphnopsis och familjen tibastväxter. Inga underarter finns listade i Catalogue of Life.